# 龜部
龜部，為漢字索引中的部首之一，康熙字典214個部首中的第二百一十三個（十六劃的則為第二個）。簡體中文中作“龟部”，为七劃。龜部只以右方、下方為部字。且無其他部首可用者將部首歸為龜部。

## 部首單字解釋
1. ㄍㄨㄟ，①學名：(Caprini; Ovis)，屬脊索動物門、爬蟲鋼、龜鱉目、龜科、龜屬的動物，參見「龜」條目。②占卜時所用的龜甲。③罵人的話，俗指男人開妓院或放縱其妻女與人姦淫。④古印章的紐多作龜形，因為印章的代稱。⑤獸類背部隆高處。
2. ㄑㄧㄡ，龜茲（Kucha，即「庫車」），⑴古西域國名，在今新疆省庫車、沙雅二縣間。⑵舊縣名，漢置。故城在今陝西省榆林縣北。
3. ㄐㄩㄣ，龜裂，受凍而圻裂，通皸。
⻱：龜的本字。

## 字體差異
在某些字辭典中，龜字被編成十七（例如：漢語大字典）或十八（例如：2015年後出版的商務新詞典、中華新字/詞典）劃部首，因爲其字辭典內所使用的龜字字體出了變化：
- 十八劃：左方的「⺕」字內的中橫劃並不貫連主字體右方的龜殻外框筆劃。
- 十七劃：除上述變化外，字頭的筆劃改用單點。

若龜部被編成十八劃部首，則會排在十七劃的龠部之後，而且十五到十八劃部首就會變成剛好各有一個。

## 字形

甲骨文
金文
大篆
小篆

## 名稱

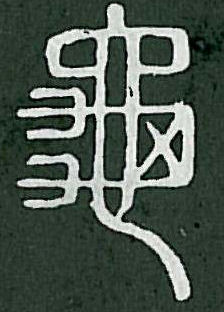
《說文解字》中的龜
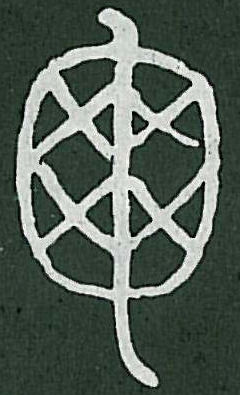
古文

- 漢語：龜部（拼音：guibù，注音：ㄍㄨㄟ ㄅㄨˋ）
- 日語：
- 韓語：（龜部）

- 中古音
  - 廣韻 - 1.居追切・脂韻・平声、2.集韻 倶倫切・諄韻・平声、3.集韻 祛尤切・尤韻・平声
  - 詩韻 - 1.支韻・平声、2.真韻・平声、3.尤韻・平声
  - 三十六字母 - 1.見母 2.見母 3.溪母
- 現代音
  - 普通話 - 拼音：1.guī 2.jūn 3.qiū 注音：1.ㄍㄨㄟ 2.ㄐㄩㄣ 3.ㄑㄧㄡ 威妥瑪式：1.kuei1 2.chün1 3.chiu1
  - 廣東語 - Jyutping: 1.gwai1 2.gau1 3.gwan1 威妥瑪式: 1.gwai1 2.gau1 3.gwan1
- 日本語 - 音讀：1.キ（クヰ）（漢音・吳音） 2.キン（漢音） 3.キュウ（キウ）（漢音）・ク（吳音） 訓讀：1.かめ
- 朝鮮語 - 音： 訓：（geobuk、龜） （nara ireum、國名） （pibuga teul、皮膚乾裂）

## 部首字元及變形
- ⿔：KANGXI RADICAL TURTLE (U+2FD4)
- ⻱：CJK RADICAL TURTLE (U+2EF1)
- ⻲：CJK RADICAL J-SIMPLIFIED TURTLE (U+2EF2)
- ⻳：CJK RADICAL C-SIMPLIFIED TURTLE (U+2EF3)

| 康熙字典・日本 | 韓國 |
| -------------- | ---- |
| 龜             | 龜   |

注意：閣下瀏覽器顯示的文字未必正確

## 寫法及筆順示範
| 18畫的寫法。採用傳統書法筆順。                        |
| 16畫的寫法。採用台灣筆順。                            |
| 18畫的寫法。採用另一種筆順（不合「先外後內再封口」)。 |

## 字例
| 除部首外之筆劃 | 字例 -{ |
| -------------- | ------- |
| 0              | 龜⻱龟  |
| 3              | 𪚩䶯    |
| 4              | 䶰𪚲    |
| 5              | 䶱䶲龝  |
| 12             | 龞𪛅    |
| 14             | 𪛇 }-   |

「亀」在Unihan歸入乙部。